# Мартве (жіночий футбольний клуб)
«Мартве» (груз. ქსკ მართვე) — грузинський жіночий футбольний клуб з Кутаїсі. Виступає в жіночому чемпіонаті Грузії.

## Історія
У 2016 році команда виграла жіночий чемпіонат Грузії. У 2017 році команда вдруге виграє чемпіонат, та отримує право взяти участь у кваліфікаційному етапі Ліги чемпіонів УЄФА 2017/18, де грав проти «Гінтри Універсітетаса», «Конак Беледієспора» та «Партизана» (Бардейов). У сезоні 2018/19 років також брав участь у жіночій Лізі чемпіонів УЄФА, де грав проти «Глазго Сіті», «Андерлехта» та «Гурник» (Ленчна).

## Досягнення
- Чемпіонат Грузії
  -  Чемпіон (3): 2016, 2017, 2018